# Laura Linney
Laura Leggett Linney (n. 5 februarie 1964, New York City, New York, SUA) este o actriță și cântăreață americană. Ea a primit mai multe premii, inclusiv două premii Globul de Aur și patru premii Primetime Emmy și a fost nominalizată la trei premii Oscar și cinci premii Tony.
În cinematografie a debutat cu un scurt rol secundar în Lorenzo (Lorenzo's Oil, 1992). A fost nominalizată la trei premii Oscar pentru dramele Te poți baza pe mine (You Can Count On Me, 2000), Kinsey (2004) și Familia Savage (The Savages, 2007). Alte filme în care a jucat sunt Avocatul diavolului (Primal Fear, 1996), The Truman Show (1998), Misterele fluviului (Mystic River) și Pur și simplu dragoste (Love Actually, ambele în 2003), Părinți și copii (The Squid and the Whale, 2005), Jurnalul unei dădace (The Nanny Diaries, 2007), Vizita regelui la Hyde Park on Hudson (Hyde Park on Hudson, 2012), Mr. Holmes (2015), Miracolul de pe râul Hudson (Sully) și Animale de noapte (Nocturnal Animals, ambele în 2016) și altele.

## Filmografie

### Film
| An   | Titlu                                            | Rol                       | Note  |
| ---- | ------------------------------------------------ | ------------------------- | ----- |
| 1992 | Lorenzo's Oil                                    | Young Teacher             |       |
| 1993 | Dave                                             | Randi                     |       |
| 1993 | Searching for Bobby Fischer                      | School Teacher            |       |
| 1994 | A Simple Twist of Fate                           | Nancy Lambert Newland     |       |
| 1995 | Congo                                            | Dr. Karen Ross            |       |
| 1996 | Primal Fear                                      | Janet Venable             |       |
| 1997 | Absolute Power                                   | Kate Whitney              |       |
| 1998 | The Truman Show                                  | Meryl Burbank/Hannah Gill |       |
| 1999 | Lush                                             | Rachel Van Dyke           |       |
| 2000 | You Can Count On Me                              | Samantha "Sammy" Prescott |       |
| 2000 | The House of Mirth                               | Bertha Dorset             |       |
| 2000 | Maze                                             | Callie                    |       |
| 2002 | The Laramie Project                              | Sherry Johnson            |       |
| 2002 | The Mothman Prophecies                           | Officer Connie Mills      |       |
| 2003 | The Life of David Gale                           | Constance Harraway        |       |
| 2003 | Mystic River                                     | Annabeth Markum           |       |
| 2003 | Love Actually                                    | Sarah                     |       |
| 2004 | P.S.                                             | Louise Harrington         |       |
| 2004 | Kinsey                                           | Clara McMillen            |       |
| 2005 | The Squid and the Whale                          | Joan Berkman              |       |
| 2005 | The Exorcism of Emily Rose                       | Erin Bruner               |       |
| 2006 | Driving Lessons                                  | Laura Marshall            |       |
| 2006 | Jindabyne                                        | Claire                    |       |
| 2006 | The Hottest State                                | Jesse                     |       |
| 2006 | Man of the Year                                  | Eleanor Green             |       |
| 2007 | The Savages                                      | Wendy Savage              |       |
| 2007 | Breach                                           | Kate Burroughs            |       |
| 2007 | The Nanny Diaries                                | Mrs. X                    |       |
| 2008 | The Other Man                                    | Lisa                      |       |
| 2009 | The City of Your Final Destination               | Caroline                  |       |
| 2010 | Sympathy for Delicious                           | Nina Hogue                |       |
| 2010 | Morning                                          | Dr. Goodman               |       |
| 2011 | The Details                                      | Lila                      |       |
| 2011 | Arthur Christmas                                 | North Pole Computer       | Voce  |
| 2012 | Hyde Park on Hudson                              | Margaret Suckley          |       |
| 2013 | The Fifth Estate                                 | Sarah Shaw                |       |
| 2015 | Mr. Holmes                                       | Mrs. Munro                |       |
| 2016 | Genius                                           | Louise Saunders           |       |
| 2016 | Teenage Mutant Ninja Turtles: Out of the Shadows | Rebecca Vincent           |       |
| 2016 | Sully                                            | Lorraine Sullenberger     |       |
| 2016 | Nocturnal Animals                                | Anne Sutton               | Cameo |
| 2017 | The Dinner                                       | Claire Lohman             |       |
| 2020 | Falling                                          | Sarah Peterson            |       |
| 2020 | The Roads Not Taken                              | Rita                      |       |

### Televiziune
| An           | Titlu                              | Rol                 | Note                                    |
| ------------ | ---------------------------------- | ------------------- | --------------------------------------- |
| 1993         | Class of '61                       | Lily Magraw         | film TV                                 |
| 1993         | Blind Spot                         | Phoebe              | film TV                                 |
| 1993         | Tales of the City                  | Mary Ann Singleton  | Miniserie; 6 episoade                   |
| 1994         | Law & Order                        | Martha Bowen        | Episodul: "Blue Bamboo"                 |
| 1998         | More Tales of the City             | Mary Ann Singleton  | Miniserie; 6 episoade                   |
| 1999         | Love Letters                       | Melisa Gardner Cobb | film TV                                 |
| 2000         | Running Mates                      | Lauren Hartman      | film TV                                 |
| 2001         | Further Tales of the City          | Mary Ann Singleton  | Miniserie; 4 episoade                   |
| 2001         | Wild Iris                          | Iris Bravard        | film TV                                 |
| 2002         | King of the Hill                   | Marlene             | voce; Episodul: "Dang Ol' Love"         |
| 2003–2004    | Frasier                            | Mindy / Charlotte   | 6 episoade                              |
| 2006         | American Dad!                      | Doctor Gupta        | voce; Episodul: "Roger 'n' Me"          |
| 2008         | John Adams                         | Abigail Adams       | Miniserie; 7 episoade                   |
| 2010–2013    | The Big C                          | Cathy Jamison       | 40 episoade, also executive producer    |
| 2016         | Inside Amy Schumer                 | rolul ei            | Episodul: "Brave"                       |
| 2017         | Red Nose Day Actually              | Sarah               | scurtmetraj TV                          |
| 2017         | Last Week Tonight with John Oliver | Florence Harding    | Segment: "Harding"                      |
| 2017         | Sink Sank Sunk                     | Mitzi Mills         | film TV                                 |
| 2017–prezent | Ozark                              | Wendy Byrde         | 30 episoade                             |
| 2018         | BoJack Horseman                    | rolul ei            | voce; Episodul: "The Dog Days Are Over" |
| 2019         | Portrait Artist of the Year        | rolul ei            | Episodul: "Laura Linney"                |
| 2019         | Tales of the City                  | Mary Ann Singleton  | rol principal; 9 episoade               |
| 2020         | Coronavirus, Explained             | Narrator            | Episodul: "The Race for a Vaccine"      |
| 2020         | American Experience                | voci suplimentare   | Episodul: "The Vote"                    |